# Bulbophyllum xanthoacron
Bulbophyllum xanthoacron är en orkidéart som beskrevs av Johannes Jacobus Smith. Bulbophyllum xanthoacron ingår i släktet Bulbophyllum och familjen orkidéer. Inga underarter finns listade i Catalogue of Life.